# Ordine del Fiore di Orchidea
L'Ordine del Fiore di Orchidea era un ordine cavalleresco dell'Impero Manciuko.

## Storia
L'Ordine del Fiore di Orchidea venne creato il 19 aprile 1934 dall'Imperatore Pu Yi, già in precedenza imperatore cinese.
L'Ordine venne fondato con l'intento di essere la massima onorificenza dello stato fantoccio giapponese della Manciuria e come tale esso venne conferito non solo a personalità di nazionalità cinese dell'area del Manciuko, ma anche a giapponesi e ad alte personalità dell'Asse.
L'Ordine ebbe fine col crollo dello stato dopo l'occupazione sovietica del 15 agosto 1945.

## Gradi
L'Ordine disponeva di due gradi di benemerenza:
- Gran collare (King-shin): destinato ai capi di Stato del Manciuko per diritto e con la possibilità di essere conferito anche a capi di Stato stranieri in segno di amicizia
- Gran cordone (Ta-shou): destinato a personalità particolarmente meritevoli che avessero ricevuto già il Gran Cordone dell'Ordine dei Raggi del Dragone

## Insegne

La decorazione dell'Ordine del Fiore di Orchidea riprendeva in toto lo stemma nazionale del Manciuko, costituito appunto da un fiore di orchidea di colore giallo

- La medaglia era composta da un fiore d'argento a cinque petali smaltato di bianco avente in centro un disco d'argento. Tra i petali si trovano dei pistilli fioriti in argento su sfondo verde cupo. La medaglia è sostenuta al nastro tramite una miniatura della medaglia stessa.
- La placca riprende le medesime decorazioni della medaglia, ma si presenta montata su una stella d'argento raggiante a dieci punte, cinque delle quali smaltate di bianco, alternate ad altre al naturale.
- Il nastro era giallo bordato di arancio.